# Laguna Blanca (See, Chile)
Die Laguna Blanca ist ein Bergsee in Südchile, der sich auf 1.200 Meter Höhe am Fuße des Vulkans Tolhuaca befindet, von dessen Gletschern sie gespeist wird. Sie ist 65 Hektar groß und an der tiefsten Stelle 12 Meter tief. Ihre Besonderheit besteht darin, dass sie keinen oberirdischen Abfluss besitzt. Sie staute sich durch einen Lavafluss des angrenzenden Vulkans Lonquimay auf. Die Laguna Blanca befindet sich in Privatbesitz, da sie laut chilenischem Gesetz nicht schiffbar und damit nicht öffentlich ist.

## Lage
Die Laguna Blanca befindet sich 26 km nordöstlich der Gemeinde Curacautín in der Región de la Araucanía in Chile. Weiterhin befindet sie sich im UNESCO-Biosphärenreservat Araucarias und im Gebiet des geplanten UNESCO-Geoparks Kütralcura.

## Flora & Fauna
Die Chilenische Araukarie ist um die Lagune stark verbreitet. In der Lagune befinden sich große Forellenvorkommen und an ihrer Flanke ein Condornest.